# Твърд диск
Твърдият диск (на английски: hard disk drive /HDD/), наричан още хард диск или жаргонно само хард, е запаметяващо устройство от енергонезависим тип. Информацията се съхранява чрез магнитен запис върху покрити със специален слой плочи. Прилагателното „твърд“ подчертава разликата спрямо гъвкавия магнитен диск и напомня за историческото наименование запаметяващо устройство с твърд магнитен диск (ЗУТМД) използвано през 70-те и 80-те години на XX век. Необходимостта от съхраняване на все повече информация налага устройства, използващи сменяеми дискови пакети с магнитни дискове, които разговорно също са наричани дискови пакети. Дисковият пакет се върти с постоянна ъглова скорост около оста си.

## Устройство и технология

### Конструкция
Запаметяващото устройство използва набор от една или повече дискови плочи (диска) около обща ос в т.нар. дисков пакет. Всяка плоча е покрита с магнитен слой, върху който информацията се записва и чете от магнитна глава. Данните се записват върху концентрични окръжности, които се наричат „пътечки“ (писти). Пистите се номерират за всяка плоча поотделно, като се започва от нулева (най-външната работна) до последната (с най-голям номер). Обикновено след нея има и няколко резервни (запасни).
Целият дисков пакет се върти с постоянна ъглова скорост около оста си, задвижван от електродвигател. При старите и големи устройства той е дори мощен трифазен електродвигател, свързан чрез ремъчна предавка с шпиндел, на който е фиксиран дисковият пакет. В съвременните устройства двигателят за пакета е най-често миниатюрен и плосък, куплиран директно към шпиндела, и управляван от специализиран контролер, стабилизиращ скоростта му на въртене.
За двете работни повърхности на всяка плоча има отделна глава за запис и четене. Блокът магнитни глави се задвижва чрез рамо, извършвайки операцията позициониране на главите чрез радиално преместване. В устройствата със сменяеми дискови пакети главите типично се позиционират по права линия (радиално; към центъра на шпиндела на пакета), задвижвани от линеен двигател. При тези устройства, за да се постигне съвместимост на запис и четене на информацията от всеки сменяем пакет е необходимо да се настроят магнитните глави в радиална и тангенциална посока. За целта са използвани така наречените контролни пакети. При тези устройства магнитните глави се извеждат извън сменяемия дисков пакет и след това той може да се спре и смени.
При първото устройство на IBM от тип „Winchester“, IBM 3340, се преминава към производство на изделия, в които магнитните дискове и глави се обединяват в един неразглобяем модул. При спиране на устройството магнитните глави или „кацат“ на повърхността на диска, или се отделят от нея. За да не се получи задиране на магнитните глави при кацането, обикновено върху повърхността е нанесен много тънък слой, намаляващ триенето. За спиране и кацане на магнитните глави, блокът глави се позиционира най-често на най-вътрешния диаметър на диска, където линейната скорост е най-ниска и височината на летене съответно най-малка.
В повечето от съвременните запаметяващи устройства с твърд магнитен диск рамото се върти около ос, разположена извън пакета и успоредна на оста му, при което върхът на рамото и главите, закрепени на него, извършват движение по дъга от окръжност, ориентирана приблизително по радиуса на дисковия пакет.
Записът става чрез промяна на ориентацията на отделните магнитни домейни. До края на 20 век записът се извършва надлъжно – ориентацията на домените е по протежение на пътечките, срещу или по посоката на въртене. Нуждата от повишаване на плътността на запис довежда до напречен запис – с ориентация на домените наляво или надясно, напречно на дължината на пистата, както и до перпендикулярен запис – перпендикулярно на повърхността, в дълбочината на магнитния слой, с ориентация на домейните нагоре или надолу.
От гледна точка на оптимизацията на достъпа до данните върху пакета във физическата им организация е въведено понятието цилиндър, обединяващо мислено пистите с еднакъв диаметър от всички работни повърхности. Цилиндрите съответстват по брой и номерация на пистите по коя да е повърхност. При само една работна повърхност (но не плоча, тъй като плочата често използва глава за всяка от двете си работни повърхности) понятието цилиндър няма смисъл. Поцилиндровите операции от тип търсене, четене или запис на информация често водят до съществена икономия във времето на достъп, доколкото в рамките на цилиндъра пистите се избират (сменят) чрез много бърза, електронна комутация на работната глава, а не се налага бавното препозициониране на друг номер писта (с друг радиус).
При въртенето на магнитния диск, магнитната глава „лети“ на определена височина от диска, следвайки профила му. При първите дискови устройства тази височина е 2 – 3 μm, а при по-късно произвежданите устройства е под 0,1 μm. В съвременните устройства с напредъка на качеството на единичните дискове и магнитните глави намалява драстично и тази височина. При тези условия наличието на замърсявания във въздушната среда на дисковото устройство, влошава рязко надеждността и живота на устройството. Поради това монтажът на дисковото устройство с твърд диск в частта дискове и глави се извършва в чиста стая. След това този модул на дисковото устройство се затваря херметично.

#### Съставни части
Твърдият диск има два електрически двигателя: шпинделен двигател за въртене на дисковете и позиционер на главите (линеен двигател). Шпинделният двигател е с външен ротор, а статорът с намотките е неподвижен. Позиционерът с ъглов линеен двигател е балансиран около лагерно тяло, като от външна страна се намира намотката на линейния двигател между постоянни магнити, а от вътрешната, между дисковете, се намират леки и здрави държатели на магнитните глави, окачването им (плоски пружини) и магнитните глави.
Позиционерът (англ. Actuator) се състои от постоянен магнит и безкаркасна бобина от лек емайлиран проводник. Преминаващият през бобините ток взаимодейства с магнитното поле на постоянните магнити и позиционира блока магнитни глави. Управлението на позиционирането се извършва от управляващата електроника на твърдия диск в зависимост от прочетената сервоинформация, която е или записана на отделна повърхност (сервоповърхност), или е разпределена – записана на служебни сектори на всяка глава запис четене. За предаването на управляващите сигнали към бобината на позиционера и информацията за запис и четене към магнитните глави служи гъвкава печатна платка. Към позиционера има и ключалка, която трябва да обездвижи позиционера в неработещо положение и по време на транспорт.
В корпуса на твърдия диск има и два филтъра: единия е циркулационен – за филтриране на евентуално генерирани частици при работата на диска, а вторият е барометричен за компенсиране на външното атмосферно налягане (например при различна надморска височина).

#### Единичен магнитен диск
Основният материал на единичните дискове са обикновено алуминиеви, магнезиеви сплави или стъкло. Използва се покритие под магнитния запомнящ слой за намаляване на дифузията и подобряване на механическите качества на подложката. Магнитният слой в съвременните твърди дискове се нанася чрез разпрашване на материали, като кобалт или например по-съвременните CoCrPt с дебелина под 1 μm. Върху магнитния слой се нанася много тънък слой от въглерод, който служи да предотврати повреди на магнитното покритие при кацането на магнитната глава. Поради структурата на този въглероден слой, той наподобява диамантено покритие. В съвременните твърди дискове се поставят от един до четири единични диска, като на всеки диск има по две магнитни глави (на всяка повърхност).

#### Глави запис/четене
Магнитната глава представлява миниатюрна електромагнитна система, която намагнитва отделни участъци от магнитния запомнящ слой и по този начин извършва записа на информацията върху него. При въртенето на единичния диск, той създава въздушна възглавница върху летящото тяло на главата, на което се намира този електромагнит и съответна подемна сила. Летящото тяло е закрепено на плоска пружина, която го притиска към повърхността и осигурява една постоянна височина на летене. През годините тази височина се намалява непрекъснато, за да достигне в днешно време по някои данни до 0,003 μm.
Магнитната система на главата първоначално се изработва от феритен магнитопровод и емайлиран проводник за намотката. Ограничените възможности за развитие на тази технология е причина още от 80-те години на ХХ век заедно с развитието на дисковите устройства, да се работи по разработката на тънкослойните магнитните глави. Първоначално те са аналог на индуктивните глави – намотка и магнитопровод, изработени с помощта на тънкослойни технологии. По-късно се преминава към магниторезистивни глави.

### Магнитен запис
При твърдия диск данните се записват като се намагнетизира тънък слой от феромагнитен материал, намиращ се върху твърдия диск. При последователната промяна в посоката на намагнитването се получават отделните кодирани двоични кодове. Данните се прочитат като на местата на промяна на магнитното поле се отчита промяна в електрическия сигнал на магнитната глава.
При записа на информацията около процепа на магнитната глава се получава магнитно поле, наречено понякога „магнитен пламък“, което променя по определен начин магнитните домени. При четене на записа на местата на промяна на намагнитването, в магнитната глава се възбужда електрически сигнал. При преминаването от надлъжен към перпендикулярен магнитен запис се увеличава плътността на запис и четене, и от там общата плътност на запис на твърдите дискове.

#### Серво запис
За да може записаната информация да бъде прочетена, необходимо е при всяко позициониране на определен цилиндър/пътека да се позиционира точно на съответното място на записа. С развоя на твърдите дискове това се извършва по различен начин:
- С предварително настройване на положението на магнитните глави (радиално и тангенциално) с използването на така наречените контролни пакети (при сменяемите дискови пакети).
- С използването на отделна повърхност в пакета от магнитни дискове – сервоповърхност, върху която е записана предварително сервоинформация, служеща за точното позициониране на блока магнитни глави. Тази информация се записва предварително на сервоповърхността с използването на специално оборудване – серворайтер. Тази информация се чете непрекъснато по време на работата на твърдия диск от сервоглавата. Сервоинформацията, записана предварително, трябва да се запази по време на целия живот на твърдия диск. Затова е важно да се елиминират външни и вътрешни магнитни полета, както и всички части на твърдия диск, намиращи се в близост до тази информация, да бъдат немагнитни. Записът на сервоинформацията се извършва в чиста стая.
- Разпределена сервоинформация – всяка двойка диск и глава съдържа необходимата за позиционирането си на съответната пътека информация.

### Съвременно развитие

#### Твърд диск с хелий
Western Digital със своята дъщерна фирма HGST разработва и през 2013 г. започва производството на твърд диск напълнен с хелий вместо с въздух – технология HelioSeal. Предимствата са следните:
- Хелият като много по-лек газ от въздуха (седем пъти по-лек) има голяма разлика в поведението при летенето на магнитните глави. При въздуха, който е по-тежък флуид от хелия, се получават турбуленции при висока скорост и допълнителни вибрации в магнитните глави.
- Създават се топлинни загуби, които не позволяват увеличаването на броя на единичните магнитни дискове. При твърдите дискове с хелий на мястото на пет диска могат да се поставят седем при по-малки топлинни загуби.
- Хелият е газ, който много трудно може да се уплътни херметично поради малкия размер на молекулата му, но при изпълнение на тази задача се получава устройство, което напълно е изолирано от външните условия и не се влияе от замърсяване в околната среда. Тези твърди дискове могат да се потапят и охлаждат отвън без проблеми, включително в течна среда.
- Тези устройства имат 20% по-малък разход на енергия, по-тихи са и с по-ниска работна температура.
- Увеличава се надеждността на твърдия диск. Обявеният от Western Digital параметър MTBF e 2,5 милиона часа.

В края на 2015 г. Western Digital и в началото на 2016 г. фирма Seagate обявяват производство на 10 ТВ, 3,5" твърд диск с тази технология.

#### Магнитен широк запис (SMR)
Магнитният запис в широк вид (Shingled Magnetic Recording]]) е техника на запис/четене на магнитни данни, използвана в някои твърди дискове за увеличаване на радиалната плътност на записа и общия капацитет за съхранение на диска. Увеличаването на задържащата (коерцитивната) сила на магнитното покритие на единичния магнитен диск изисква по-силно магнитно поле за пренамагнитването му. При технологията SMR това се постига с магнитна глава за запис, която е по-широка от тази за четене и припокрива част от съседната пътека.  По този начин при записът на всяка една пътека се изтрива и част от записа на съседната пътека.
При стандартния магнитен запис отделните пътеки за магнитния запис са паралелни и отделени на определено разстояние, така че да не си влияят по време на запис и четене. При новия метод на запис припокриването при запис позволява получаването на пътеки със записана информация по-тесни от широчината на записващата глава. Това позволява увеличение на обема на записаната информация с 25 процента.
Поради това, че при запис се засяга и съседната пътека, се променя начинът на записване. При запис трябва да се презаписват и засегнатите пътеки. Това прави процеса на запис много по-бавен от четенето. Има различни начини за организация на работа. Тези устройства естествено са подходящи за архивиране, тъй като скоростта на процеса на четене на информацията не се намалява.
Seagate доставя такива дискове от септември 2013 г.

#### Магнитен запис с нагряване (HAMR)
Магнитното записване с нагряване (от английски: Heat-Assisted Magnetic Recording (HAMR)) е хибридно записване, който трябва да осигурява много по-голяма плътност на записа от сега произвежданите серийно устройства.
Seagate показва през 2002 г. за първи път лабораторен опит с HAMR. Междувременно поради редица технически проблеми, които трябва да се решат с магнитното покритие, защитното смазващо покритие и магнитните глави, серийно произвеждани устройства се очакват не по-рано от 2018 г. По време на процеса на запис магнитното покритие, върху което трябва да се записва, се нагрява локално с лазер до температурата на Кюри, за да може необходимото за записа магнитно поле да се държи колкото се може по-малко. Крайният резултат е многократно увеличаване на плътността на записа. 

## Характеристики

### Капацитет
Капацитетът на твърдия диск е количеството данни, които могат да се запишат на него. Модерните твърди дискове достигат капацитет 10 TB (и повече) за размер 3,5".

### Размери
Преди появата на персоналните компютри твърдите дискове се произвеждат в множество различни размери, като обикновено се поставят в самостоятелни или в стандартни 19-инчови шкафове. Тъй като първите персонални компютри имат вградени флопидискови устройства, твърдите дискове за този пазар започват да се конструират със същите размери – първоначално стандартните за флопидисковите устройства ширини 8", 5,25" и 3,5". По-късно се появяват и твърди дискове с по-малки размери. Към 2009 г. най-малките размери (1,3", 1" и 0,85") са спрени от производство, поради поевтиняването на флаш-паметта.
Стандартните размери твърди дискове са:
| Означение | Ширина, mm | Дебелина, mm | Дължина, mm |
| --------- | ---------- | ------------ | ----------- |
| 8"        | 241,3      | 117,5        | 362         |
| 5,25"     | 146,1      | 41,4         | 203         |
| 3,5"      | 101,6      | 25,4         | 146         |
| 2,5"      | 69,85      | 7 – 15       | 100         |
| 1,8"      | 54         | 8            | 71          |
| 1"        | 42,8       | 5            | 36,4        |
| 0,85"     | 24         | 5            | 32          |

### Други
Интерфейс e съвкупността от връзки, сигнали, технически средства за поддръжка на връзките и правила на обмен. Модерните твърди дискове ползват интерфейси ATA (AT Attachment, или Parallel ATA, или IDE /Integrated Drive Electronic – Вградена задвижваща електроника/), EIDE (Enhanced Integrated Drive Electronics – Подобрена вградена задвижваща електроника), SATA (Serial ATA – Сериен интерфейс за обмен на данни с натрупване на информацията, SCSI (Small Computer System Interface – Интерфейс за малки компютърни системи), SAS (Serial Attached SCSI – Сериен прикачен интерфейс за малки компютърни системи, FireWire, USB, SDIO и Fibre Channel.
Време за произволен (случаен) достъп (на английски: random access time) – от 3 до 15 ms.
Скорост на въртене на шпиндела (на английски: spindle speed) – брой обороти на шпиндела за минута. От нея зависят времето за достъп и скоростта на предаване на данните. Към 2007 г. се произвеждат твърди дискове със скорости на въртене 4200, 5400 и 7200 (ноутбуци), 7200 и 10 000 (персонални компютри), 10 000 и 15 000 об/мин (сървъри и работни станции).
Надеждност (на английски: reliability) – средно време за амортизация (до първия отказ) (Mean Time Between Failures, MTBF).
Количество входно-изходни операции за секунда – съвременните дискове позволяват около 50 оп./s при произволен достъп и около 100 оп./s при последователен достъп.
Консумация на енергия – важен фактор при мобилните устройства.
Ниво на шум – шумът при работа на диска, измерен в децибели. За да се счита за тих, дискът трябва да има ниво на шума около 26 dB и по-малко.
Устойчивост на удари (на английски: G-shock rating) – допустимото натоварване се измерва в единици g.
Скорост на предаване на данни (на английски: Transfer Rate):
- Вътрешна зона на диска: от 44,2 до 74,5 MB/s
- Външна зона на диска: от 74 до 111,4 MB/s

## Контролери
Дисковите контролери са доста по-бързи от това, което могат да постигнат дисковете. Голям принос за това има вградената кеш-памет на диска. Дисковете имат кеш-памет и малки вградени микропроцесори, които заедно позволяват много бърз трансфер между компютъра и кеш-паметта, едновременно с по-бавния трансфер между кеш-паметта и подложките на диска и обратно. Вградената кеш памет на дисковете варира от 32 kB до 8 MB. Кеш-паметта може да работи със скоростта на контролера и процесорът може да прочете пакети данни от диска, или да записва, докато работят програмите. Докато процесорът върши друга полезна работа, кеш-паметта работи с много по-бавния диск, за да завърши задачата. Употребата на кеш-памет при дисковете е по-различна, отколкото между процесора и паметта – дисковият кеш е посредник между устройства с голяма разлика в скоростите, докато кешът за паметта може да намали заявките към по-бавното устройство до нива, с които то може да се справи. Освобождаването на процесора за полезна работа, докато дисковата кеш памет буферира предаването на данни, е много важно. Поради тези взаимоотношения, увеличаването на скоростта на предаване до диска може значително да освободи процесора.
При големите компютри се използват така наречените дискови пакети. Дисковите пакети са носители от 5 до 10 диска и могат да се сменят в дискови устройства, в които са главите, шпиндела, двигателите и управляващата електроника.
Съществуват няколко популярни стандарта за дискови контролери:
- АТ (Advanced Technology – Напреднала технология)
- IDE (Integrated Drive Electronics) – Вградена задвижваща електроника или АТА (Advanced Technology – Приложение за напреднала технология)
- EIDE (Enhanced Integrated Drive Electronics) – Подобрена вградена задвижваща електроника
- ESD (Enhanced Small Device Interface) – Подобрен интерфейс за малки устройства
- SCSI (Small Computer Systems Interface) – Интерфейс за малки компютърни системи
- SATA (Serial ATA) – Последователен (сериен) интерфейс за обмен на данни с натрупване на информацията
- SSD (Solid-State Drive)

Тези контролери се различават по метода на запис, скорост на обмен на данни. Интерфейсът SCSI е по-скоро шина, тъй като към порт SCSI могат да се свържат верижно от 7 до 15 периферни устройства чрез една и съща интерфейсна платка.

### Вградена задвижваща електроника (IDE)
Вградената електроника на задвижването обикновено е по-евтина от другите възможности, а за много потребители тя би донесла същата производителност. Само че тя има по-малко възможности и ще работи по-бавно на компютър с голямо натоварване на дисковете. Процесорът върши повече работа при IDE, отколкото при SCSI, намалявайки сложността на адаптера за IDE и по този начин и цената. Поддържат се две устройства на кабел, като едното от тях е главно (Master), а другото е подчинено (Slave). Дисковият интерфейс IDE е прост, доколкото това е възможно. Той представлява дисков контролер (на устройството) с минимален набор от интерфейсна електроника за връзка с компютърната шина. Вариантът на интерфейса зависи от шината и контролера, което означава, че е необходим специализиран интерфейс за връзка между IDE и различните типове шини. Другото име на IDE е АТ Attachment или АТА. От 1999 година се появи нов стандарт на режим на работа, наречен ULTRA АТА (DМA), позволяващ много високи скорости на предаване.

### Интерфейс за малки компютърни системи (SCSI)
Интерфейсът за малки компютърни системи е по-скъп и устройствата за него са също по-скъпи. Най-мощните устройства за SCSI са по-бързи и по-големи от IDE. При по-големи изисквания е необходим SCSI. За разлика от IDE, SСSI е входно-изходна шина с общо предназначение, която може да свързва голямо разнообразие от устройства по високопроизводителен начин. Устройствата, поддържани от SCSI включват:
1. Дискове – въпреки че SCSI не е ориентиран специално към дискове, повечето устройства, включени към шина SCSI, са всъщност твърди дискове.
2. CD-ROM – шината SCSI е пакетна, което означава, че SCSI контролерът изпраща пълни командни последователности на устройствата. Също така SCSI има общо множество от команди, включително такива като за четене и запис, които работят с повечето от свързаните устройства.
3. Лентови устройства – скенери, модеми, дискови масиви, принтери, други компютри – SCSI поддържа всички тези неща без промяна на спецификацията заради някое от тях.

### Сериен (последователен) интерфейс за обмен на данни с натрупване на информацията (SATA)
Серийният АТА е сравнително нов интерфейс за дискове. Той е свързан към твърдия диск чрез тънък четирижилен кабел, вместо с 40- или 80-жилен – така се борави по-лесно, а и циркулацията на въздуха в кутията на компютъра е по-добра. Трансферната скорост е от 150 МВ/s и може да достигне до 600 МВ/s. Предимствата са, че твърдите дискове по-лесно се инсталират, а новите бързи чипове от контролерната система са по-евтини за произвеждане и консумират по-малко енергия. При серийния АТА се премахва и едно от ограниченията на EIDE – границата от 128 GB за капацитета на твърдия диск.

## Причини за повреди и мерки за сигурност
Най-често срещаните причини за повреди в твърдия диск са:
- При новите високооборотни твърди дискове има основно термични проблеми, свързани с нагряването на въздуха между единичните дискове.
- Задиране на магнитната глава и диска. При нормална работа главата лети върху диска на определена височина. При определени условия – вибрации, удари, замърсяване и други, може да се получи задиране.
- Външните магнитни полета могат да изтрият и разрушат служебната сервоинформация и направят диска негоден.
- Грешка в електрониката и износване на механиката.
- Дълъг престой в неработещо положение, когато главата лежи неподвижно на диска, може да доведе до залепването ѝ върху него и невъзможност изобщо диска да се завърти.
- Стресови вибрации и удари могат да доведат до бързо повреждане.
- Висока температура на работа, над работната температура посочена от производителя.
- Твърдите дискове по принцип могат да работят във всяко положение, но трябва все пак да се има предвид и указанието на производителя. Дисковете е добре да са закрепени към конструкцията на компютъра, за да се намали влиянието на собствените вибрации.
- По време на монтаж да се спазват правила за ESD.
- Да се прави редовно копиране на важните документи от твърдия диск.

Средният брой работни часове, преди един диск да се повреди, се означава като MTTF (Mean Time To Failure), а при твърдите дискове, които се ремонтират – MTBF (Mean Time Between Failures). Това са данни, които се събират статистически за различните модели на различните производители.

## История
На 4 септември 1956 г. IBM представя първите устройства с твърд диск, които са основна част от тяхната компютърна система IBM 305 RAMAC.  Дълго време твърдите дискове са големи и чувствителни устройства с голяма консумация на електроенергия, пригодени за защитената среда в специално предвидени за целта помещения. До началото на 80-те години на 20 век дисковете обикновено са с диаметър 8 или 14 инча, а целите устройства имат размерите на домашна перална машина и често изискват захранване с трифазен ток. По тези причини те не намират приложение при микрокомпютрите до 1980 г., когато Seagate предлага на пазара ST-506, първия 5,25 инчов твърд диск, който има капацитет 5 MB.
През следващите десетилетия капацитетът на твърдите дискове нараства експоненциално. Докато при първите персонални компютри устройство с капацитет 20 MB се смята за голям, в средата на 90-те години на ХХ век обичайният капацитет вече е около 1 GB, а в началото на 2009 г. масовите устройства са с капацитет 320 – 500 GB.
През 90-те години на ХХ век нуждата от мащабно и надеждно съхранение на данни довежда до създаването на системи като RAID, NAS и SAN, които позволяват надежден достъп до големи обеми от данни. В началото на 21 век твърди дискове започват да се използват освен в компютри с общо предназначение и в специализирани устройства, като видеокамери, мобилни телефони, игрални конзоли и други.

### В България
През 1969 г. като част от програмата за развитие на производството на изчислителна техника в България се създава предприятието Завод за периферна техника (ЗПУ) в Стара Загора, по-късно ЗЗУ, а още по-късно ДЗУ. Основната задача е производството на дискови запомнящи устройства. През 1972 г. съвместно с ЦИИТ е произведено първото запаметяващо устройство на твърд магнитен диск в България – дисково устройство с пакет сменяеми магнитни дискове с диаметър 14 инча: ЗУМД ЕС 5052.
Независимо от това, че фирмата IBM e доминираща в областта на изчислителната техника и е стандарт за всички, които искат да влязат в това производство, независимо от това, че първият технологичен проект на ДЗУ е на базата на образец на IBM, разработката на първото дисково устройство е на базата на Memorex 630. При появата на това запаметяващо устройство на пазара и разглеждането му и от проф. Иван Попов, то е оценено като изключително перспективно. Най-главното е използването на линеен двигател за позициониране на блока магнитни глави.Сега, когато всички твърди дискове използват тази конструкция, може да изглежда странно, но IBM използва не само в началото, но и дълго след Memorex, хидравлика за целта. Едва при технологията, наречена Winchester те преминават на линеен двигател.
Това и редица успешни технически решения по-късно довежда до това, че през следващите години ДЗУ става основният производител на запаметяващи устройства на твърди дискове в СИВ и най-големият по обем на продукцията и печалбата завод в България.
През годините се произвеждат дискове с капацитет 6,35 МВ, 27 МВ, 100 МВ, 200 МВ, 317 МВ (технология Winchester), 635 МВ и различни размери: 14", 5", 3,5", 1,8" и др. Най-характерно е, че в България се произвеждат всички основни възли и части, необходими за тези устройства – електронни платки, магнитни глави, единични магнитни дискове, линейни двигатели, шпинделни двигатели, гъвкави печатни платки, постоянни магнити, филтри и други.

## Производители на твърди дискове
През 2014 г. в света са произведени 564 милиона твърди диска с общ обем 529 EB (ексабайта). В крайна сметка броят на производителите е сведен до три основни фирми.
| Име             | Пазарен дял 2014 |
| --------------- | ---------------- |
| Western Digital | 43%              |
| Seagate         | 41%              |
| Toshiba         | 16%              |